# Rexair LLC
Rexair LLC je americká firma na výrobu čisticích systémů Rainbow. Sídlí v Troy ve státě Michigan.
Výrobní závody jsou i v městech Cadillac v Michiganu a Toledo v Ohiu.

## Historie
Společnost založil v roce 1929 John W. Newcombe, který uvedl na trh bezsáčkový vysavač. V roce 1936 představila firma čisticí stroj se separačním systémem zvaný Rexair. Systém Rainbow byl uveden v roce 1955 a zůstal vlajkovou lodí v produkci společnosti dodnes.